# 艾哈邁德-卡德羅夫清真寺 (格羅茲尼)
艾哈邁德-卡德羅夫清真寺 （俄语：Мечеть Ахмата Кадырова）是俄羅斯車臣共和國首府格羅茲尼一家清真寺，被稱為「車臣之心」。
清真寺的名字取自於下令興建清真寺的原車臣總統艾哈邁德·卡德羅夫。清真寺於2008年10月16日由其兒子、繼任車臣總統的拉姆贊·卡德羅夫揭幕。
清真寺有四座高62米的宣禮塔，可容納10,000人聚禮。